# Samuel Bastien
Samuel Bastien (Meux, Bélgica, 26 de septiembre de 1996) es un futbolista congoleño. Juega como centrocampista y su equipo es el Fortuna Sittard de la Eredivisie.

## Selección nacional
Fue internacional con las selecciones sub-19 y sub-21 de Bélgica.

## Clubes
| Club                         | País         | Año       |
| ---------------------------- | ------------ | --------- |
| R. S. C. Anderlecht          | Bélgica      | 2013-2016 |
| U. S. Avellino 1912 (cedido) | Italia       | 2015-2016 |
| A. C. ChievoVerona           | Italia       | 2016-2018 |
| Standard de Lieja            | Bélgica      | 2018-2022 |
| Burnley F. C.                | Inglaterra   | 2022-2024 |
| Kasımpaşa S. K. (cedido)     | Turquía      | 2023-2024 |
| Fortuna Sittard              | Países Bajos | 2024-     |